# Lithocarpus maingayi
Lithocarpus maingayi là một loài thực vật có hoa trong họ Cử. Loài này được (Benth.) Rehder mô tả khoa học đầu tiên năm 1919.